# Papa Arizona
La papa Arizona es un platillo "Tex-Mex" de Arizona. Este plato consiste en una papa horneda o cocida que es cubierta con chili con carne y queso derretido y luego gratinada. Es muy popular en los estados de Arizona, California, Nevada, Nuevo México y Utah, donde se encuentra en muchos restaurantes regionales.

## Variedades
La papa Arizona tiene algunas variedades; por ejemplo, en algunos restaurantes se las cubre con queso y brécol, mientras que en otros con queso y tocino o simplemente con queso. En la cadena de restaurantes Wendy's se encuentra este platillo y sus variantes.
- Datos: Q6060055